# Billund (commune)
Pour la ville, voir Billund.
Billund est une commune du Danemark qui comptait 26 608 habitants en 2020. 
Elle est située dans le sud du pays et relève de la région du Danemark du Sud. Bien qu'elle doive son nom à la ville de Billund, son chef-lieu est Grindsted, qui est la localité la plus peuplée de la commune.

## Histoire
La commune de Billund est créée en 2007, dans le cadre d'une grande réforme de l'administration locale du pays. Elle est issue de la fusion des anciennes communes de Billund et Grinsted avec la zone de l'aéroport de Billund, qui relevait auparavant de la commune de Give.

## Démographie
En 2019, la commune de Billund comptait 26 629 habitants.
| Localité    | Population (2019) |
| ----------- | ----------------- |
| Grindsted   | 9 754             |
| Billund     | 6 593             |
| Sønder Omme | 1 709             |
| Vorbasse    | 1 284             |
| Hejnsvig    | 1 039             |
| Filskov     | 660               |
| Stenderup   | 643               |

## Politique
Le conseil municipal de la commune se compose de 29 membres élus pour un mandat de quatre ans.
| Élection | Parti | Parti | Parti | Parti | Parti | Parti | Parti | Maire             |
| Élection | A     | B     | C     | F     | O     | V     | E     | Maire             |
| -------- | ----- | ----- | ----- | ----- | ----- | ----- | ----- | ----------------- |
| 2005     | 7     | 0     | 3     | 0     | 1     | 14    | 0     | Ib Kristensen (V) |
| 2009     | 6     | 1     | 3     | 3     | 2     | 10    | 0     | Ib Kristensen (V) |
| 2013     | 7     | 0     | 2     | 0     | 2     | 13    | 1     | Ib Kristensen (V) |
| 2017     | 7     | 2     | 1     | 0     | 3     | 10    | 2     | Ib Kristensen (V) |